# Seznam diplomatických pojmů
Článek obsahuje základní pojmy užívané v diplomatice.

## A
- Ad acta – přípis na písemnosti, vyznačující, že je vyřízena a má se založit do spisu nebo do archivu
- Abreviátor – úředník v papežské kanceláři, který vypracovával koncepty listin
- Adresa – jméno příjemce či otevřený přípis různých institucí nadřazeným či významným osobám (má holdovací či pozdravný ráz)
- Agenda — souhrn záležitostí k jednání, v širším slova smyslu celá pracovní náplň úředníka
- Akt – neověřené písemné svědectví o určitých předchozích (přípravných) právních jednáních a transakcích. Nemá právní platnost, jde o tzv. pamětní zápis.
- Akta – písemnosti vzniklé během přípravných jednání, vedoucích k vydání listin, sloužící k přípravě a provedení určitých právních a správních pořízení; úřední podkladový materiál s různou kvalitou obsahu (různé žádosti, jejich referentské zpracování a vyjádření, protokoly, zprávy, korespondence, přílohy,...). Akta umožňují sledovat okolnosti vzniku definitivního rozhodnutí a mají význam zejména v novověku, kdy se prosadil princip písemného řízení.
- Aprobace – schválení konceptu textu kompetentním úředníkem
- Arcikancléř – představený říšské kanceláře, vždy čelný představitel říšského kléru (obvykle některý z porýnských duchovních kurfiřtů). Současně současně byli ve funkci vždy tři arcikancléři a kompetence měli rozdělené podle teritorií (nejdůležitější byl mohučský arcibiskup).
- Avers – přední strana (listiny, pečeti, apod.)

## B
- Blanket – zpečetěný nepopsaný pergamen vydávaný pověřencům pečetitele (např. panovníka), aby definitivně na místě potřeby dořešili nějakou záležitost. Blankety se rozmohly zejména v pozdním středověku, mnohdy však byly zneužívány (byl na ně psán text bez vědomí a vůle pečetitele), proto se od nich postupem času upouštělo.
- Breve – moderní typ stručné písemnosti, užívaný zejména v papežské kanceláři od konce 14. století.
- Bula – nejdůležitější typ papežské písemnosti z pozdního středověku, ověřený olověnou pečetí. Pohybuje se na hranici mezi slavnostně vypravenými privilegii a jednoduchými listy). Později termín přešel i na ostatní písemnosti s olověnou pečetí.

## C
- Cirkulář (oběžník) – úřední sdělení určené většímu počtu úřadů či jiných příjemců (většinou od 18. století)

## Č
- Čistopis – definitivní forma zlistinění, viz originál

## D
- Dekret (rezoluce) – písemnost vydaná jménem panovníka bez jeho osobní účasti (kanceláří či jejím představeným), jíž se přikazovala určitá věc; v současnosti označení pro důležitou listinu či úřední výnos (např. jmenovací dekret)
- Deperditum – ztracená písemnost, dochovaná jen nepřímo zmínkami v jiných písemnostech
- Diktátor – stylizátor písemnosti
- Diplom – 1. listina (v širším smyslu slova); 2. panovnická listina, která má trvalou platnost (v užším smyslu slova)
- Dossier – texty různé provenience, týkající se jedné věci a shromážděné do jednoho fasciklu

## E
- Edice – novodobě publikovaný diplomatický materiál pro současné badatele, někdy s komentářem (má teritoriální, chronologický, institucionální či archivní rámec)
- Edikt – 1. písemné vyhlášení soudního výroku (v soudnictví 19. a 20. století); 2. obecný příkaz s platností zákona (v novodobé diplomatice)
- Extrakt – výtah z úředních textů různého charakteru k účelům úředního jednání

## F
- Falzum – písemnost, která se vydává za něco jiného, než ve skutečnosti je (svým praktickým významem se liší od fingovaných písemností, vznikajících často jako slohová cvičení)
- Fascikl – svázaná složka spisu
- Formulář – skladba listiny
- Formulářová sbírka – vzorník často užívaných listin, soubor listin či listů s kolísavým množstvím vynechávek konkrétních údajů (adresa, datace, jména,…), které byly sestavovány nejčastěji jako kancelářské pomůcky soukromého rázu či jako stylistické školní „učebnice“ (ty byly často doprovázeny teoretickým úvodem o skladbě písemností). Formulářové sbírky jsou dochovány z různých prostředí od raného středověku, jejich rozkvět však končí počátkem 15. století.
- Formule – ustálené slovní obraty, používané v písemnostech pro vyjádření určitého právního pojmu

## G
- Generálie – příkazy ústředních úřadů podřízeným složkám o způsobu jejich úřadování

## Ch
- Chirograf – písemnost psaná původně na jeden kus pergamenu ve dvou, zřídka i ve třech totožných exemplářích a rozdělená typickým způsobem (klikatým rozstřižením). Ověření pravosti probíhalo přiložením obou částí k sobě; druhá část byla ukládána u nějaké obecně důvěryhodné instituce. Tento způsob ověření pochází z Anglie, ale jako nedokonalý a těžkopádný se na kontinentě příliš nerozšířil (v českých zemích výjimečně používán ve 13. století jen jako doprovodné ověření).

## I
- Imbreviatura – aktový záznam o provedeném právním pořízení zhotovený na základě listinného konceptu či jen samotného právního pořízení zapsaný veřejným notářem do knihy imbreviatur (díky notářově veřejnoprávnímu postavení má obecnou platnost a může se kdykoliv stát podkladem listiny). Imbreviatury se uplatnily zejména v románských zemích, odkud se ve 13. a 14. století šířily dále. Viz veřejný notariát.
- Indorsát – 1. zápis na rubu písemnosti; 2. heslovitý regest písemnosti, psaný na jejím rubu

- Ingrosátor – písař kanceláře, který opisoval koncepty písemností na čistopisy; již nesmí na konceptu nic měnit, ale rozvádí zkratky či vypisuje fráze. Jen v případě rutinních záležitostí mohl ingrosátor listinu sepsat sám.
- Insert – text listiny, který byl vepsán do listiny jiné, která tak inzerovanou listinu potvrzovala
- Instrukce – písemná směrnice, vymezující způsob činnosti či kompetenci určitého úřadu či úředníka
- Instrument práva – nástroj k uplatnění práva
- Interpolace – (falzifikační) vsuvky do původního textu, kterými se text modifikoval
- Intercept – tajnou službou zachycená a adresátovi nedoručená písemnost
- Intervenient – zprostředkovatel žádosti budoucího příjemce listiny jejímu vydavateli
- Inventář – soupis věcí různého charakteru pořízený pro účely úřední evidence
- Itinerář – údaje o místě pobytu určité osoby na základně různých údajů (zejména na základě jím vydaných listin). Pomáhá identifikovat falza (vydavatel nemohl danou listinu vydat, protože se nacházel jinde, než falešná listina uvádí). Údaje však mohou být i v případě pravých listin v rozporu nebo se překrývat, protože někdy se uvádí datum zlistinění a jindy datum právního jednání.

## J
- Jazyk diplomatického materiálu – ve středověku je základním jazykem latina, od vrcholného středověku se postupně prosazují i jazyky národní (čeština se uplatňuje od konce vlády Karla IV.). Postupně je latina vytlačována a používá se kromě papežské kanceláře jen v mezinárodní komunikaci. Skladba latinských listin je často komplikovaná a plná formálních obratů (i rýmované a rytmické prózy a jiných ozdob), skladba listin v národních jazycích mnohem úspornější.

## K
- Kabinet – ústřední vládní úřad absolutismu a po-absolutismu
- Kancelář – úřad, tvořený osobami, které z pověření určité osoby či instituce a jejím jménem vyřizují písemnou agendu spojenou s právní a správní mocí svého držitele. Kanceláře světských osob a institucí vznikaly vyčleněním jednotlivých osob z kaple příslušného činitele, jednalo se tedy o osoby duchovní. Městské kanceláře mají specifický způsob vzniku. Kanceláře původně pouze prováděly příkazy svého pána či jím pověřených osob (relátorů). V současnosti se jedná o vysoce organizované a specializované úřady s vyhraněnou kompetencí. V počátcích vývoje převládaly kanceláře církevní, později byly zatlačeny kancelářemi světskými.
- Kancléř – představený kanceláře a jeden z předních rádců svého pána (mnohdy spíše jen titulární funkce, samotné agendě se kancléř nemůže věnovat)
- Kaple – skupina duchovních, která má na starost církevní obřady a duchovní život vůbec u jednotlivých feudálů (v období středověku, vzácně i později). Z okruhu kaple vycházely osoby, pověřované zprvu příležitostně, později soustavně kancelářskou činností, až přecházely do funkcí notářů.
- Katastr – soupis půdy podrobené dani jako podklad pro její vybírání; přeneseně i soupis osob, věcí či práv v určitém konkrétním kontextu
- Knihy pozemkové (gruntovní) – knihy obsahující zápisy, týkající se majetkových otázek v poddanských záležitostech
- Knihy úřední – kancelářské pomůcky, sloužící k evidenci úřední agendy (kopiáře, registra,…)
- Knihy veřejné – knihy vedené pro úřady proto, aby svými zápisy, které měly obecnou právní závaznost, zajišťovaly právní pořízení v příslušném právním okruhu (desky zemské, desky dvorské, městské knihy,… – nahrazují listiny)
- Koncept – návrh znění čistopisu
- Konfirmace – ověření, potvrzení a inzerce listiny v nové listině, kterou vydává původní vydavatel či jeho právní nástupce původnímu příjemci nebo jeho nástupci, dědici
- Kopiář – pomůcka v příjemecké kanceláři či v archivu – zpravidla v knižní formě eviduje pomocí opisů všechny obdržené písemnosti od nejrůznějších vydavatelů, zejména privilegia týkající se určitých práv a statků. Kopiáře vznikly za účelem snazší evidence všech nároků a povinností v určité oblasti zájmů. Obsažené opisy listin nemají právní platnost. Podle potřeby jsou kopiáře strukturovány chronologicky, hierarchicky dle vydavatelů, dle statků či typů práv, apod. Mezi nejstarší známé patří kopiáře fuldského kláštera z 8. – 9. století
- Korektor – kancelářský úředník, který reviduje čistopisy listin před jejich expedicí

## L
- List – písemnost kancelářského původu, podávající prosté sdělení informace bez právního dosahu; výrazně jednodušší než listina. V mimokancelářské praxi jde o soukromé písemné sdělení mezi jednotlivci.
- Listina – písemné svědectví o právním jednání, základní složka diplomatického materiálu
- L.S. (zkratka termínu Loco sigilli) – místo pro pečeť, vyznačené na opisu listiny těmito iniciálami v kroužku, a na listině vyhrazené otisku pečeti

## M
- Majestát – privilegium zpravidla významnějšího obsahu, opatřené majestátní pečetí
- Mandát – viz patent
- Manifest – původně označení listiny, symbolicky pověřené dotykem rukou svědků; později slavnostní veřejné prohlášení politického či vojenského (a jiného) dosahu, obracející se k širokému okruhu osob (např. husitské manifesty)
- Manuál – příruční úřední kniha různého charakteru se záznamy běžné agendy
- Matrika – úřední kniha, kam byla s určitým cílem zapisována jména osob, splňujících podmínky evidence příslušné instituce (ve středověku matriky členů univerzit, soupisy nových měšťanů, od 16. století matriky snoubenců a svědků, matriky narození a úmrtí, matriky vojenské, židovské, protestantské apod.)
- Membrána – viz blanket
- Memorandum – záznam o úředním jednání či pamětní spis (zejména o zahraničně–politických otázkách)
- Miscelanea – různorodé písemnosti v jedné složce, spisu nebo svazku
- Missiv (list posélací) – list, obsahující pouhé sdělení bez závazné moci, uzavřený přitištěnou pečetí
- Monogram – náhrada vydavatelova podpisu zejména na středověkých císařských a královských listinách – písmena ze jména, případně titulu vydavatele jsou četnými tahy spojena do graficky výrazného obrazce
- Motu proprio – novodobý typ nezpečetěné papežské písemnosti vzniklý bez předchozí písemné žádosti příjemce, tedy z iniciativy papeže

## N
- Notář – se zabýval koncipováním (příp. i psaním) listin v rámci kanceláře, měl dohled nad ingrosátory. Tak zvanýveřejný notář byl pověřován papežem či císařem a měl právo vystavovat listiny s všeobecnou právní platností v soukromoprávních záležitostech. Tyto listiny se specifickou skladbou zvané notářské instrumenty ověřoval notářským znamením a podpisem.

## O
- Opis listiny – má různý charakter podle toho, kde, kdy a za jakým účelem vznikl – 1. ověřený (nahrazuje právní platností originál), 2. neověřený, prostý (bez právní platnosti).
- Opistograf – písemnost, jejíž pokračování a závěr byly psány na jejím rubu
- Originál (čistopis) – písemnost, která vychází z kanceláře a je odevzdávána do rukou příjemci (někdy i ve více vyhotoveních)

## P
- Papír – psací látka – v diplomatice užíván pravidelněji od 13. století pro úřední knihy, od 14. století soustavněji i pro listy (v českých zemích je nejstarším dokladem užití papíru městská kniha pražská z roku 1310)
- Parafa – zkratka jména (ve formě šifry či siglu) výše postavené osoby, vyjadřující vzetí na vědomí a souhlas s příslušným textem. Někdy se jako parafování označuje i opatření, které má v úřední knize dvojím zpečetěním či opatřením kolkem zabránit odstranění či přidání listu.
- Papyrus – psací látka – v Itálii a zejména v papežské kanceláři užíván do počátku 11. století

- Patent (mandát) – písemnost, jíž je udělován rozkaz či příkaz, užívaná od pozdního středověku. Její časová platnost je omezená – zaniká po splnění daného příkazu. Mandátů se proto dochovalo jen málo. Na rubu či pod textem jsou ověřovány přitištěnou pečetí, ale na rozdíl od listů uzavřených se neuzavírají.
- Pergamen – psací látka – ve středověku nejrozšířenější x užívaná dlouho do novověku (jen pro listiny)
- Plika – zesílení spodního okraje listiny přeložením pergamenu, aby pečeť mohla být lépe přivěšena
- Post scriptum (zkratka P.S.) – dodatečný přípis pisatele na listu (dopisu)
- Poznámky kancelářské – poznámky na úředních písemnostech, dosvědčující, že na nich byl proveden určitý kancelářský výkon (např. poznámka registrační, korektorská, evidenční, expediční apod.). Objevují se na pevně stanovených místech, často se jménem příslušné osoby či s její šifrou.
- Privilegium – individuálně zaměřené právo, vymykající se obecné normě či ji doplňující, určené konkrétní osobě či instituci. Bývá vydané ve více či méně slavnostní listinné formě a zpravidla opatřené majestátní pečetí.
- Pro domo – přípis na oběžníku, určeném k internímu oznámení nebo vyřízení uvnitř kanceláře nebo úřadu
- Pro externo – přípis na oběžníku, určeném k externímu oznámení nebo vyřízení mimo kancelář nebo úřad
- Protokol – 1. záznam úředního ústního jednání; 2. pomocné úřední knihy, do nichž byly zapisovány zprávy o přijatých, předávaných či expedovaných písemnostech (někdy je toto označení přeneseno i na příslušné kancelářské oddělení)
- Protonotář – některý z předních notářů kanceláře, zpravidla její výkonný představený
- Příjemce – osoba nebo instituce, jíž je písemnost určena. O listinu, udělující určitá práva či milost, musí osoba či instituce žádat písemně (tzv. suplikou, peticí) nebo ústně, osobně či prostřednictvím posla nebo zprostředkující osoby přímo u vydavatele.

## Q
- Quae sunt infra scripta (zkratka Q.S.I.S) – upozornění na přípis na konci listiny, doslova: jak je níže napsáno

## R
- Regál – královské právo, nárok na zisk či moc v definované oblasti
- Regest – výtah z písemnosti podávající základní údaje příslušného textu. 1. Regest záhlavní (inventární záznam) – obsahuje jen stručné údaje (kdy, kdo, komu, co…). 2. Regest náhradní (podrobný katalogizační záznam) – udává detailní obsah i ve vedlejších údajích.
- Registra – záznamy kanceláře o vydávaných písemnostech, po právní stránce je velmi důležité, protože uchovávají autentické znění a při ztrátě listiny je možné ji obnovit s touž právní váhou. Nejvýznamnější jsou papežská registra (vedená od raného středověku, soustavněji od konce 12. století), která obsahují významné informace o všech zemích západního křesťanství. 1. Registra všeobecná – záznamy o všech písemnostech bez rozdílu. 2. Registra speciální – záznamy dělené podle různých aspektů (například dle jazyka, obsahu, způsobu zpečetění, …).
- Rejstřík – abecedně uspořádaná evidenční pomůcka (podle věcí či jmen) určité kanceláře
- Relace – hlášení podřízeného úřadu nadřízenému
- Reskript – rozhodnutí či příkaz panovníka, stylizovaný v subjektivní formě a jím vlastnoručně podepsaný
- Revers – písemnost obsahující závazek vydavatele k příjemci či označení pro zadní stranu (listiny, pečeti, apod.)

## Ř
- Řády kancelářské – předpisy, které upravovaly poměry ve velkých kancelářích (vztahy a povinnosti jednotlivých úředníků, vnitřní a vnější znaky písemností,…). Nejstarší řády jsou známé z počátku 13. století v papežské kanceláři, v ostatních kancelářích se rozmáhají až koncem 15. století

## S
- Sekretář – původně osoba, která byla bezprostředně k dispozici panovníkovi (či jinému majiteli kanceláře) v otázkách písemné komunikace důvěrného rázu, později také čelný člen kanceláře
- Signum – 1. vydavatelův monogram; 2. rozlišovací znamení veřejného notáře.
- Suplika (petice) – písemná žádost o vydání písemnosti, udělující určitá práva či milost
- Svědek – osoba, která se zúčastnila právního pořízení (případně jeho zlistinění), týkajícího se jiné osoby či instituce. Je uváděna spolu s dalšími ve svědečné řadě, aby bylo možné je svědecky vyslechnout, pokud by došlo ke sporu ohledně právního aktu uváděného v listině.

## T
- Taxa – poplatek placený příjemcem listiny kanceláři, která mu vydala určité privilegium (jen v případě listiny vydané na popud příjemce). Obvykle se skládá z platby za listinu samotnou a za vlastní napsání včetně ceny pergamenu, zpečetění, apod.
- Titulář – kancelářská pomůcka, obsahující ustálené obraty pro adresy různým osobám a institucím podle jejich společenského postavení. Užíval se zhruba od 15. století a postupně nahrazoval formulářové sbírky.
- Transfix – přišití logicky návazné listiny k takové, která jí předchází
- Transsumpt – způsob inzerce a ověřování listiny, které není prováděno právním nástupcem původního vydavatele příslušné listiny, ale třetí osobou, požívající obecné důvěry

## U
- Urbář (salbuch) – systematický soupis poddanského pozemkového majetku a důchodů nebo platů z něj odváděných vrchnosti. Urbáře jsou sestaveny zpravidla v knižní podobě pro vnitřní potřebu ekonomické správy panství.

## V
- Věrohodné místo – instituce, nahrazující v Uhrách veřejný notariát, tj. panovníkem vybrané církevní ústavy (kláštery, kapituly,…) s přesně vymezeným teritoriem působnosti
- Vidi – přípis úředníka s jeho podpisem a datem, potvrzující, že a kdy list (oběžník, nebo spis) četl
- Vidimus – opis listiny inzerující předchozí listinu a ověřující znění jejího obsahu. Název je odvozen z latinského vidimus, tj. viděli jsme (potvrzovanou listinu).
- Vydavatel – osoba či instituce vystupující v intitulaci písemnosti, který byla z její vůle a jejím jménem vydána
- Výnos – písemné oznámení rozhodnutí vyššího orgánu v konkrétní záležitosti (rozmáhá se až od 19. století)

## Z
- Zlistinění – úřední výkon, při němž vzniká určitá písemnost. Má více fází (impuls k vydání písemnosti, jednání, samotné zlistinění, expedice). Původně se jednalo o poměrně jednoduchý postup, v novověku se však vyvinul ve velmi složitý proces s účastí velké řady osob.